# Avortement aux Fidji
L'avortement aux Fidji n'est légal que s'il sauve la vie de la femme, si la grossesse met gravement en danger la santé physique ou mentale de la femme, ou si elle résulte d'un viol ou d'un inceste. La loi en vigueur a été promulguée dans le Crimes Act de 2009, modifiant les articles du Code pénal de 1945.
Les Fidji n'autorisent pas l'avortement librement choisi. Toute aide à un avortement réalisé en dehors de la loi est passible de 14 ans d'emprisonnement, de 7 ans pour la femme y recourant. En sus du respect des conditions d'accès, une autorisation parentale est nécessaire pour les filles de moins de 16 ans.
Aucune statistique nationale n'est collectée sur l'avortement aux îles Fidji. Une étude du FNUAP (Fonds des Nations unies pour la population) suggère qu'entre 0% et 4% des femmes entre 20 et 24 ans auraient eu recours à un avortement dans la zone du Pacifique, mais le tabou et la législation restrictive font que ce nombre est surement sous-estimé. 
En 1887, David Blyth relève l'utilisation de plantes par les femmes autochtones comme abortif, dont la Dracaena ferrea, supposément la plus efficace.